# بدر یاقوت
بدر یاقوت (انگلیسی: Bader Yaqoot؛ زادهٔ ۱۳ دسامبر ۱۹۸۵) بازیکن فوتبال اهل امارات متحده عربی است.
از باشگاه‌هایی که در آن بازی کرده‌است می‌توان به باشگاه فوتبال النصر امارات، باشگاه فوتبال الاهلی امارات و باشگاه فوتبال عجمان امارات اشاره کرد.
وی همچنین در تیم ملی فوتبال امارات متحده عربی بازی کرده است.